# Dalby Kirke (Kerteminde Kommune)
 For alternative betydninger, se Dalby Kirke. (Se også artikler, som begynder med Dalby Kirke)
Dalby Kirke er en kirke i Dalby Sogn i Kerteminde Kommune. Den er tidligst nævnt 1357, da syv biskopper tildelte 40 dages aflad til alle, der hjalp kirken. Senere afladsbreve kendes fra 1423, 1433 og 1434. Kirken var ifølge oplysning fra 1589 viet til Sankt Peter.
Patronatsretten blev 1678 knyttet til Eskebjerg, da herregårdens ejer, Frederik von Vittinghof erhvervede alle Hindsholms fire kirker (også Stubberup, Viby og Mesinge). 1680 blev de underlagt det nyoprettede friherreskab Scheelenborg og forblev under baroniet indtil overgangen til selveje 1926.
Stubberup Kirke var muligvis allerede o. 1500 annekteret til Dalby, men dette er først eksplicit nævnt 1531.

## Bygning
Kirken er en romansk bygning af rå kampesten over en profileret sokkel, der består af skib og smallere kor. Skibet blev forlænget mod vest i løbet af middelalderen, hvor der også blev indbygget hvælv, føjet et våbenhus til skibets sydside og rejst et tårn i vest. Alle disse tilføjelser er udført i tegl.

## Inventar
Kirkens ældste inventarstykke er et sengotisk korbuekrucifiks fra o. 1500, mens dåbsfadet er udført i Nürnberg i 1500-tallet, men først nævnt i kirken 1755. Alterstagerne er ligeledes fra 1500-tallet, o. 1550-75.
Prædikestolen er fra o. 1580 med fire glatte arkadefag og yngre malerier og en lydhimmel fra o. 1635. Skriftestolene er daterede 1586 og 1588 og bærer initialer for kirkeværge Frederich Henrichsen. Altertavlen er en arkitektonisk opbygget renæssancetavle fra 1633 med fremstillinger af Nadverens Indstiftelse, Opstandelsen og Samson med Gazas porte. Den er udført af samme værksted, som altertavlen i Stubberup Kirke.
Alterkalken er udført af Peter Petersen, Odense, i 1840 og disken af dennes elev Laurids Grønlund. Stolestaderne er indrettet etapevis i årene 1895-98.

## Gravminder
Der er bevaret tre ældre gravsten i kirken, den ældste fra o. 1625 og lagt over en ubekendt person, mens Niels Persens sten er fra 1638 og sognepræst Niels Clausen Foss' er fra 1670.
Der var tidligere flere murede begravelser i kirken, som imidlertid ikke havde været i anvendelse siden 1700-tallets midte og blev sløjfet kort efter 1812. I tårnrummet var desuden indrettet et gravkapel af Schack Brockdorff til Scheelenborg (1652-1730). Det var tænkt som et rum for midlertidig opstilling af kisterne, inden de kunne transporteres til det endelige gravsted i Valkendorfs kapel i Skt. Knunds Kirke, Odense, men i praksis forblev kisterne og gravkapellet fik permanent karakter. Gravkapellet blev afskærmet fra kirkerummet med et gravgitter udført som en portal med billedskærerarbejder fra o. 1700. Gitret kan på basis af akantusudskæringerne og helhedens overensstemmelse med den portal, Tuisch udførte 1695/99 til Sehestedernes gravkapel i Otterup Kirke nok tillægges dette værksted om end nok ikke Tuisch selv. Otte kisteplader fra gravkapellet er siden 1925 i Nationalmuseet.

## Eksterne kilder og henvisninger
- Dalby Kirke hos KortTilKirken.dk
- Dalby Kirke hos danmarkskirker.natmus.dk (Danmarks Kirker, Nationalmuseet)